# Marcus Berg
Bengt Erik Marcus Berg, född 17 augusti 1986 i Torsby i Värmlands län, är en svensk fotbollstränare och före detta fotbollsspelare.
Berg fick sitt genombrott i IFK Göteborg innan han blev proffs i holländska FC Groningen hösten 2007. Där blev det två fina säsonger med sammanlagt 32 mål i ligaspelet. 
Efter några lite svagare år i Tyskland och Hamburg fick karriären ny fart i Panathinaikos och den grekiska ligan åren 2013–17 där han tre gånger valdes till Bästa utländska spelare. Förutom seger i skytteligan under säsongen 2016/17 vann han och klubben grekiska cupen 2013/14. 
Karriären fortsatte därpå i Al Ain FC i Förenade Arabemiraten där Berg fortsatte att producera mål. Från 2019 spelade han två säsonger i ryska ligan för FK Krasnodar innan han sommaren 2021 vände hem till Sverige och IFK Göteborg. 2023 avslutade han sin fotbollskarriär.
Marcus Berg är yngre bror till Jonatan Berg, född 1985, även han fotbollsspelare.

## Klubbkarriär
Berg började spela fotboll i IFK Velen men bytte 2002 som 16-åring till den lokala klubben Torsby IF där hans äldre bror Jonatan Berg redan spelade. Jonatan gick till IFK Göteborg samma år och året därefter följde Marcus efter.

### IFK Göteborg
Berg kom till IFK Göteborg som 17-åring 2003. Han debuterade i allsvenskan som 19-åring 2005 i en match borta mot Malmö FF där han byttes in på övertid. Han fick snabbt fortsatt förtroende som inhoppare och sitt första allsvenska mål gjorde han samma säsong, i bortamatchen mot Helsingborgs IF.
Berg fick sitt genombrott 2007 då han gjorde 14 mål på 17 allsvenska matcher och hans insats bidrog till att IFK Göteborg senare blev svenska mästare under säsongen. Dock hade Berg redan i augusti samma år sålts till FC Groningen för 38 miljoner svenska kronor som den dittills dyraste spelarförsäljningen för IFK Göteborg.
Bergs sista match innan proffsäventyret i Nederländerna blev bortamatchen mot Kalmar FF som vanns med 5–0 efter 1 mål av Berg.

### FC Groningen
Berg lyckades bra i sin nya klubb FC Groningen med flera mål, närmare bestämt 23 under sin första och andra säsong i den holländska ligan. Marcus Berg blev tvåmålsskytt redan i sin andra ligamatch, mot den holländska storklubben AFC Ajax. Han gjorde båda målen med huvudet.
Han blev även matchhjälte i en match mot Feyenoord där han blev inbytt med tjugo minuter kvar. Han blev tvåmålsskytt i en match som slutade 3–2 till FC Groningen där Feyenoord tagit ledningen tidigt i matchen.
Den 20 december 2008 gjorde Berg fyra mål i en och samma match i en 5–2-seger mot Roda JC (två på straff). Efter den matchen hade han gjort 14 mål på 17 matcher.
Till hösten 2008 fick Berg en ytterligare svensk lagkamrat i Groningen i form av Petter Andersson. Tidigare fanns i klubben svenskarna  Fredrik Stenman och Andreas Granqvist.

### Hamburger SV
I juli 2009 skrev Berg på för Bundesliga-klubben Hamburger SV, som slutat femma säsongen 2008/09. Övergångssumman offentliggjordes inte av FC Groningen och Hamburger SV, men i media nämndes belopp i närheten av 10 miljoner euro. Debutsäsongen stördes av återkommande magproblem och en knäskada. Berg spelade totalt 30 matcher, men målformen uteblev och han noterades för 4 mål under säsongen. Säsongen därpå lånades han ut till PSV Eindhoven, och när han kom tillbaka till Hamburger SV fick Marcus Berg skadeproblem med höft, nyckelben och lår, därefter inget förtroende av klubbens tränare och fick därmed lite med speltid.

### PSV Eindhoven
I juli 2010 kom PSV och Hamburg överens om att Berg skulle lånas ut till PSV säsongen 2010/11. Berg gjorde 11 mål på 40 matcher, men imponerade inte tillräckligt mycket på PSV för att klubben ska utnyttja sin utköpsklausul.

### Panathinaikos
I april 2013 skrev Berg på ett fyraårskontrakt med grekiska Panathinaikos. Den 26 april 2014 gjorde han hattrick för klubben då man besegrade PAOK med 4–1 i finalen av Grekiska cupen. Han gjorde totalt 15 mål och åtta assist i den grekiska ligan under säsongen 2013/14 och blev efter säsongen vald till "Årets mest värdefulla spelare i Grekland". I slutet av januari 2017 förlängde den grekiska klubben Bergs kontrakt till sommaren 2019. Säsongen 2016/17 vann han skytteligan i den Grekiska superligan, med sina 22 ligamål.  Berg gjorde totalt 95 mål på 151 matcher för Panathinaikos.

### Al Ain
I juni 2017 skrev Marcus Berg på ett tvåårskontrakt med klubben Al Ain i UAE Arabian Gulf League; den högsta divisionen i Förenade Arabemiraten.

### Krasnodar
I juni 2019 blev Marcus Berg klar för ryska Krasnodar. Han skrev på för ett år, vilket sedan förlängdes fram till den 30 juni 2021. 

### Tillbaka till Sverige och IFK Göteborg
Efter 14 år som utlandsproffs blev det i slutet på mars 2021 klart att Berg skulle återvända till ”Blåvitt” efter EM-slutspelet 2021. Den 25 september 2023 avslutade Berg sin karriär på grund av svåra ryggproblem.

## Landslagskarriär

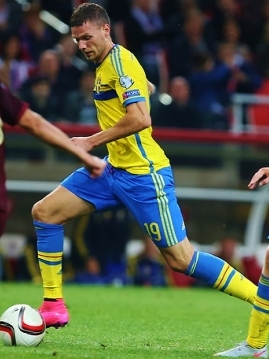
Berg med Sverige 2015.

Berg landslagsdebuterade den 6 februari 2008 i en mållös match borta mot Turkiet i en träningslandskamp inför EM 2008.
Våren 2009 blev Berg uttagen i truppen till VM-kval matcherna mot Danmark och Malta. Mot Malta fick han starta och i den 58 minuten gjorde han sitt första A-landslagsmål på en framspelning av Zlatan Ibrahimović.
Berg fick även spela U21-EM 2009 hemma i Sverige. I Sveriges första gruppspelsmatch mot Vitryssland gjorde Berg hattrick och Sverige vann matchen med 5–1. Senare gjorde han två mål mot Serbien när Sverige vann med 3–1 och tog sig vidare till semifinal mot England. Han gjorde ytterligare två mål i semifinalen, vilken England kom att vinna på straffar (matchen slutade 3–3 efter ordinarie tid). Berg gjorde totalt sju mål under U21-EM vilket är rekord för mästerskapet För sin insats i U21-mästerskapet belönades Marcus Berg med Adidas Golden Boot, guldskon.
I EM 2016 fick Berg starta bredvid Zlatan Ibrahimovic mot Irland. Han ersatte John Guidetti i matchen mot Italien, och fick starta igen i sista gruppspelsmatchen mot Belgien.
Den 7 oktober 2017 gjorde Berg fyra mål i en 8-0-vinst mot Luxemburg i kvalet till VM i Ryssland följande år. Därefter gick han mållös i 16 raka landskamper. I VM 2018 startade Berg i samtliga Sveriges matcher.
I EM 2020 startade Berg i matcherna mot Spanien och Slovakien, och fick komma in som avbytare mot Polen, och i åttondelsfinalen mot Ukraina den 29 juni 2021. Det blev Bergs 90:e och sista landskamp.
Den 9 juli 2021 meddelade Berg att han slutar i landslaget.

## Efter karriären som fotbollsspelare
Den 1 december 2024 meddelade IFK Göteborg att Berg hade anställts som assisterande tränare för klubbens herrlag

## Meriter
- Delad allsvensk skytteligavinnare 2007 (14 mål på 17 matcher) tillsammans med Razak Omotoyossi.
- Stora silvret (tvåa) i Allsvenskan 2005 med IFK Göteborg
- Vinnare av Allsvenskan 2007 med IFK Göteborg
- Ensam om att ha vunnit skytteligan och SM-guld under sin första säsong som allsvensk ordinarie (2007)
- A-landslagsman
- Groningens hittills dyraste spelarköp.[24]
- Enda spelare som har gjort 7 mål under ett och samma U21-EM.[18]
- Delad 3:e plats tillsammans med Italien i U21-EM (2009) i Sverige.
- Turneringens spelare i U21-EM (2009)
- Grekiska ligans mest värdefulla spelare för Panathinaikos (Säsongen 2013-2014)

## Seriematcher/mål
- 2005: 14 / 3 (IFK)
- 2006: 22 / 4 (IFK)
- 2007: 17 / 14 (IFK)
- 2007–2008: 25 / 15 (Groningen)
- 2008–2009: 31 / 17 (Groningen)
- 2009–2010: 30 / 4 (HSV)
- 2010–2011: 25 / 8 (PSV)
- 2011–2012: 13 / 1 (HSV)
- 2012–2013: 11 / 0 (HSV)
- 2013–2014: 35 / 16 (Panathinaikos)
- 2014–2015: 24 / 16 (Panathinaikos)
- 2015–2016: 27 / 17 (Panathinaikos)
- 2016–2017: 30 / 22 (Panathinaikos)
- 2017–2018: 21 / 25 (Al Ain)
- 2018–2019: 19 / 10 (Al Ain)
- 2019–2020: 23 / 9 (Krasnodar)
- 2020–2021: 21 / 9 (Krasnodar)
- 2021: 18 / 10 (IFK)
- 2022: 26 / 13 (IFK)
- 2023: 21 / 7 (IFK)

### Landslagsmål
| Landskampsmål för Sverige | Landskampsmål för Sverige | Landskampsmål för Sverige           | Landskampsmål för Sverige | Landskampsmål för Sverige | Landskampsmål för Sverige | Landskampsmål för Sverige | Landskampsmål för Sverige     | Landskampsmål för Sverige |
| Nr                        | Datum                     | Spelplats                           | Hemmalag                  | Resultat                  | Bortalag                  | Mål                       | Evenemang                     |                           |
| ------------------------- | ------------------------- | ----------------------------------- | ------------------------- | ------------------------- | ------------------------- | ------------------------- | ----------------------------- | ------------------------- |
| 1                         | 10 juni 2009              | Ullevi, Göteborg                    | Sverige                   | 4–0                       | Malta                     | 4–0                       | Kval till VM 2010             |                           |
| 2                         | 14 oktober 2009           | Råsunda fotbollsstadion, Stockholm  | Sverige                   | 4–1                       | Albanien                  | 2–0                       | Kval till VM 2010             |                           |
| 3                         | 29 maj 2010               | Råsunda fotbollsstadion, Stockholm  | Sverige                   | 4–2                       | Bosnien och Hercegovina   | 4–2                       | Träningsmatch                 |                           |
| 4                         | 7 september 2010          | Swedbank Stadion, Malmö             | Sverige                   | 6–0                       | San Marino                | 6–0                       | Kval till EM 2012             |                           |
| 5                         | 8 februari 2011           | GSP Stadium, Nicosia                | Cypern                    | 0–2                       | Sverige                   | 0–2                       | Träningsmatch                 |                           |
| 6                         | 11 september 2012         | Swedbank Stadion, Malmö             | Sverige                   | 2–0                       | Kazakstan                 | 2–0                       | Kval till VM 2014             |                           |
| 7                         | 31 mars 2015              | Friends Arena, Stockholm            | Sverige                   | 3–1                       | Iran                      | 2–0                       | Träningsmatch                 |                           |
| 8                         | 14 juni 2015              | Friends Arena, Stockholm            | Sverige                   | 3–1                       | Montenegro                | 1–0                       | Kval till EM 2016             |                           |
| 9                         | 9 oktober 2015            | Rheinpark Stadion, Vaduz            | Liechtenstein             | 0–2                       | Sverige                   | 0–1                       | Kval till EM 2016             |                           |
| 10                        | 29 mars 2016              | Friends Arena, Stockholm            | Sverige                   | 1–1                       | Tjeckien                  | 1–0                       | Träningsmatch                 |                           |
| 11                        | 6 september 2016          | Friends Arena, Stockholm            | Sverige                   | 1–1                       | Nederländerna             | 1–0                       | Kval till VM 2018             |                           |
| 12                        | 25 mars 2017              | Friends Arena, Stockholm            | Sverige                   | 4–0                       | Vitryssland               | 3–0                       | Kval till VM 2018             |                           |
| 13                        | 31 augusti 2017           | Nationalstadion Vasil Levski, Sofia | Bulgarien                 | 3–2                       | Sverige                   | 2–2                       | Kval till VM 2018             |                           |
| 14                        | 3 september 2017          | Borisov Arena, Barysaŭ              | Vitryssland               | 0–4                       | Sverige                   | 0–3                       | Kval till VM 2018             |                           |
| 15                        | 7 oktober 2017            | Friends Arena, Stockholm            | Sverige                   | 8–0                       | Luxemburg                 | 2–0                       | Kval till VM 2018             |                           |
| 16                        | 7 oktober 2017            | Friends Arena, Stockholm            | Sverige                   | 8–0                       | Luxemburg                 | 3–0                       | Kval till VM 2018             |                           |
| 17                        | 7 oktober 2017            | Friends Arena, Stockholm            | Sverige                   | 8–0                       | Luxemburg                 | 4–0                       | Kval till VM 2018             |                           |
| 18                        | 7 oktober 2017            | Friends Arena, Stockholm            | Sverige                   | 8–0                       | Luxemburg                 | 7–0                       | Kval till VM 2018             |                           |
| 19                        | 20 november 2018          | Friends Arena, Stockholm            | Sverige                   | 2–0                       | Ryssland                  | 2–0                       | Uefa Nations League 2018/2019 |                           |
| 20                        | 15 oktober 2019           | Friends Arena, Stockholm            | Sverige                   | 1–1                       | Spanien                   | 1–0                       | Kval till EM 2020             |                           |

### Fotnoter
1. 1 2 3 4  Sveriges befolkning
1990:
Berg,Bengt Erik Markus
2. ↑  "Prislappen: 120 miljoner". aftonbladet.se. Läst 17 juli 2009.
3. ↑  "Marcus Berg: 'Jäkligt skönt att det är klart'" Arkiverad 19 juli 2009 hämtat från the Wayback Machine.. expressen.se. Läst 17 juli 2009.
4. ↑  ””Bättre vara usel, men göra mål...””. https://www.aftonbladet.se/a/G10jVq?utm_source=androidapp&utm_medium=share. Läst 24 juli 2025.
5. ↑  ”berg-skadad-i-comebacken”. https://www.svd.se/a/455cfa32-64c2-373b-aa7f-a35e195c36a5/berg-skadad-i-comebacken. Läst 25 juli 2025.
6. ↑  ”marcus-berg-lårskadad/”. https://www.fotbollskanalen.se/andra-ligor/marcus-berg-larskadad/. Läst 25 juli 2025.
7. ↑  ”berg-borta-året-ut-med-lårskada”. https://www.svt.se/sport/artikel/berg-borta-aret-ut-med-larskada. Läst 25 juli 2025.
8. ↑  ”PSV land Berg on loan from Hamburg”. uefa.com. http://en.uefa.com/uefaeuropaleague/news/newsid=1506636.html. Läst 21 augusti 2010.
9. ↑  ”marcus-berg-ska-opereras-dessutom-lämnar-han-psv/”. https://www.fotbollskanalen.se/andra-ligor/marcus-berg-ska-opereras---dessutom-lamnar-han-psv/. Läst 24 juli 2025.
10. ↑  ”Marcus Berg klar för Panathinaikos”. fotbollskanalen.se. 8 april 2013. http://www.fotbollskanalen.se/andra-ligor/marcus-berg-klar-for-panathinaikos/. Läst 27 april 2014.
11. ↑  ”Bergs dundersuccé - hattrick i grekiska cupfinalen”. fotbollskanalen.se. 26 april 2014. http://www.fotbollskanalen.se/andra-ligor/bergs-dundersucce---hattrick-i-grekiska-cupfinalen/. Läst 27 april 2014.
12. ↑  ”Marcus Berg årets mest värdefulla spelare i Grekland - vann överlägset”. fotbollskanalen.se. 19 maj 2014. http://www.fotbollskanalen.se/andra-ligor/marcus-berg-arets-mest-vardefulla-spelare-i-grekland---vann-overlagset/. Läst 19 maj 2014.
13. ↑  ”svd/berg-förlänger-med-panathinaikos”. https://www.svd.se/a/3889L/berg-forlanger-med-panathinaikos. Läst 24 juli 2025.
14. ↑  ”gp/berg-skytteligavinnare-i-grekland.”. https://www.gp.se/sport/fotboll/berg-skytteligavinnare-i-grekland.072f2dfe-f1c6-4df1-95a4-8dbc86634565. Läst 24 juli 2025.
15. ↑  ”transfermarkt/marcus-berg/”. https://www.transfermarkt.com/marcus-berg/leistungsdatendetails/spieler/30418/plus/0?saison=&verein=265&liga=&wettbewerb=&pos=&trainer_id=. Läst 24 juli 2025.
16. ↑  ”svt/berg-förlänger-med-krasnodar”. https://www.svt.se/sport/fotboll/berg-forlanger-med-krasnodar. Läst 24 juli 2025.
17. ↑  ”Marcus Berg lägger av – spelar inte klart säsongen”. Aftonbladet. 25 september 2023. https://www.aftonbladet.se/a/Q7kLeA. Läst 25 september 2023.
18. 1 2  ”2009: Marcus Berg”. uefa.com. http://www.uefa.com/under21/news/newsid=864329.html. Läst 5 mars 2010.
19. ↑  Seven-goal Berg tops scorers list Arkiverad 3 juli 2009 hämtat från the Wayback Machine. uefa.com (engelska)
20. ↑  ”berg-brot-maltorkan-nar-blagult-blev-gruppvinnare”. https://www.svt.se/sport/fotboll/berg-brot-maltorkan-nar-blagult-blev-gruppvinnare. Läst 25 november 2024.
21. ↑  ”svenskfotboll/spelarfakta/marcus-berg/”. https://www.svenskfotboll.se/spelarfakta/marcus-berg/7d7eb067-f28d-4b14-8910-3030eed58735/. Läst 25 november 2024.
22. ↑  ”Tack för allt, Mackan!”. www.svenskfotboll.se. https://www.svenskfotboll.se/nyheter/landslag/2021/07/Tack-for-allt-Mackan/. Läst 25 juli 2021.
23. ↑  ”Marcus Berg förlänger”. IFK Göteborg. 1 december 2024. https://ifkgoteborg.se/nyheter/a-lag/2024/marcus-berg-forlanger/. Läst 1 december 2024.
24. ↑  ”Berg är Groningens dyrast värvning”. Expressen. https://www.expressen.se/sport/fotboll/berg-ar-groningens-dyrast-varvning/. Läst 5 mars 2010.

### Webbkällor
- "HSV verpflichtet Marcus Berg". hsv.de. (17 juli 2009). (tyska)
- "Berg per direct naar Hamburger SV". www.fcgroningen.nl. (17 juli 2009). (nederländska)
- "U21 herrlandslagens spelare 2009". svenskfotboll.se. Läst 18 juli 2009.